# تيري هويوس
تيري هويوس (بالإنجليزية: Terri Hoyos)‏ هي فنانة مكياج وممثلة أمريكية، ولدت في 18 يناير 1952 في لوس أنجلوس في الولايات المتحدة.

## وصلات خارجية
- تيري هويوس على موقع IMDb (الإنجليزية)
- تيري هويوس على موقع ألو سيني (الفرنسية)
- تيري هويوس على موقع قاعدة بيانات الفيلم (الإنجليزية)
- تيري هويوس على موقع كينوبويسك (الروسية)